# Перигё
Перигё  (фр. Périgueux, окс. Periguers) — французская коммуна на северо-востоке региона Аквитания. Начиная с 1791 года, административный центр департамента Дордонь.
Перигё, являясь культурной и туристической столицей Дордони, расположен в центре района Белый Перигор на берегу реки Иль в границах исторической области Центральный Перигор. Город обладает примечательным архитектурным наследием галло-римской эпохи, периода Средневековья и эпохи Возрождения. Причисленный во Франции к множеству городов искусств и истории, Перигё насчитывает 44 национальных исторических памятников (классифицированных или внесённых в дополнительный список), три музея, два из которых муниципальные. Город бережно хранит объекты гражданского, военного и религиозного наследия, в числе которых находится собор Сен-Фрон, классифицированный как исторический памятник Франции и включённый в список объектов Всемирного наследия ЮНЕСКО.
Поселение на этом месте появилось в эпоху римского завоевания Галлии; римляне образовали на равнинном участке берега Иля поселение Весуна; сейчас на этом месте находится южный район города. Это поселение стало древнеримским центром племени петрокориев. Город Перигё родился в 1240 году при слиянии поселений «Ситэ» (древняя Весуна) и «Пюи-Сен-Фрон». Перигё и далее оставался столицей провинции Перигор, бывшей частью Аквитании, а впоследствии стал префектурой департамента Дордонь. В 1813 году в состав Перигё включили соседнюю коммуну Сен-Мартен.
В экономическом плане Перигё является основным центром занятости в департаменте, в городе располагаются штаб-квартиры нескольких предприятий всего региона. Туризм является важной статьёй дохода Перигё, благодаря богатому историческому наследию, а также город является важной остановкой в гастрономическом путешествии по Перигору. Чтобы оживить регион в городе устраиваются разнообразные массовые мероприятия и спортивные соревнования.

## География

### Местоположение
Перигё находится на юго-западе Франции, в самом центре департамента Дордонь.
Город расположен в 109 км от Бордо, в 68 км от Ангулема, в 83 км от Лиможа, в 64 км от Брив-ла-Гайарда, в 100 км от Каора и в 109 км от Ажена.

### Описание местности
Перигё расположен в границах историко-географической области Центральный Перигор. В то же время коммуна принадлежит к историческому краю Белый Перигор, который представляет собой обширный комплекс известняковых гребней, разделённых долинами рек Иль, Борон, Лу и Верн. Степные участки местности чередуются с рощами каштанов, дубов и сосен.

### Климат
Перигё расположен в зоне слабо выраженного океанического климата. Из-за высоты местности, расположения долин и влияния лесов, климат здесь меняется очень часто, как в течение сезона, так и год от года.
| Показатель                                                                                         | Янв.  | Фев.  | Март  | Апр. | Май  | Июнь | Июль | Авг. | Сен. | Окт. | Нояб. | Дек.  | Год   |
| -------------------------------------------------------------------------------------------------- | ----- | ----- | ----- | ---- | ---- | ---- | ---- | ---- | ---- | ---- | ----- | ----- | ----- |
| Абсолютный максимум, °C                                                                            | 19,1  | 23,2  | 26,6  | 29,7 | 39,0 | 38,2 | 37,9 | 41,1 | 37,5 | 31,5 | 22,5  | 20,0  | 41,1  |
| Абсолютный минимум, °C                                                                             | −10,6 | −17,1 | −12,1 | −4,2 | −0,7 | 2,8  | 6,7  | 4,8  | 1,2  | −5,5 | −9,8  | −12,4 | −17,1 |
| Источник: Météociel (за период с августа 1988 по май 2013 года, кроме января и февраля 2002 года). |       |       |       |      |      |      |      |      |      |      |       |       |       |

## Топонимика
Название коммуны произносится как Perigüers (МФА (фр.): [peri'gʏ:] или МФА (ок.): [pejre'gʏ:]).
С точки зрения лингвистов это слово имеет кельтское происхождение, где название племени «pétrocores» или «pétrucores» означало «четыре клана» или «четыре (petro-) армии (corii)».

## История

### Доисторический период и античность
По мнению историков, племена петрокориев населяли территорию между реками Дордонь и Везер уже к 200 году до нашей эры. В этот период времени они обосновались в холмистой местности на левом берегу реки Иль и образовали укреплённую лагерную стоянку, на месте современной коммуны Кулунье-Шамье, известную также как la Curade. Племя петрокориев жило на территории Галлии, но не Аквитании, поскольку до римского завоевания, согласно запискам Юлия Цезаря, граница между этими двумя территориями пролегала по руслу реки Garumna.
В 52 году до нашей эры петрокории поддержали Верцингеторига, отправив под его начало примерно 5000 воинов для противостояния римским легионам Юлия Цезаря.
В 27 году до нашей эры, в процессе административной реформы Галлии, проведённой императором Октавианом Августом, Перигё был отнесён к провинции Аквитания. Со временем жители покинули укреплённый лагерь и между 25 и 16 годами до н. э. было образовано галло-римское поселение Весуна, будущий Перигё. В течение II—III века это римское поселение процветало и в нём появились культовые сооружения, термы, амфитеатр, форум и прочие характерные постройки. Считается, что население Весуны составляло от 15000 до 20000 человек. В конце III века, предположительно вследствие вторжения алеманнов, площадь римского поселения сократилась до 5,5 гектаров, расположенных на небольшой равнине внутри городской стены. На возведение стен этого поселения пустили множество различных фрагментов городских памятников и сооружений (их следы найдены в укреплениях). Хронологически это было уже третье поселение, и его назвали Civitas Petrucoriorum («город петрокориев»), а в наше время на этом месте расположен городской район «Сите».
Весуна была разрушена варварами приблизительно в 410 году, что благоприятствовало появлению в VI—VII веках поселения «Пюи-Сен-Фрон». В VI веке здесь жил святой отшельник Авит Перигорский.

### Средние века
В IX веке поднимавшиеся по реке Иль норманны неоднократно грабили поселение Сите. Примерно к концу X века на северо-востоке города на берегу Иля вокруг монастыря, построенного епископом Фротье в честь святого Фронта, стал развиваться новый укреплённый посёлок, в ту эпоху называвшийся «bourg du Puy-Saint-Front». Чтобы обороняться от грабительских набегов, оба соседних поселения возвели свои городские стены,.
Около 1040 года в Перигё случились крупные беспорядки, причиной которых стали монеты, чеканившиеся графом Перигорским, Эли II (фр. Hélie II). Епископ Жерар де Гурдон расценил монеты неполновесными, некачественными и поэтому запретил их хождение. Граф Альдеберт II (фр. Aldebert II), сын Эли II, решил доказать их силу с оружием в руках. В этих обстоятельствах поселение Сите было вынуждено принять участие в длительной и кровавой войне против графа. Несколько домов, находившихся под протекцией нового монастыря Пюи-Сен-Фрон, были сожжены в 1099 году; постройки, как в городе, так и в монастыре, восстановили очень быстро.
Множество паломников предавались духовному созерцанию, приходя к останкам святого Фронта; в XII веке существенно выросло количество домов и поселение значительно расширилось. Между тем, с течением времени случился раскол среди жителей посёлка; около 1130 года, во время очередных распрей с монастырём, часть горожан Пюи-Сен-Фрон объединились с графом Эли Рюдель. Такая ситуация поощряла его притязания, поскольку он полагал, что, покорив Пюи-Сен-Фрон, ему будет легче подчинить и Сите, чего не удалось добиться ни одному из предков графа.
Около 1150 года Бозон III де Гриньоль распорядился построить большую укреплённую башню, доминировавшую над только что захваченным селением Сите. Но этот шаг оказался фатальным, как и иные попытки притеснения горожан предками Бозона III, поскольку этим он вызвал гнев английского короля Генриха II, ставшего герцогом Аквитании после своей женитьбы. Башню разрушили в 1182 году, и в это же время по соглашению с графом Эли V поселение Пюи-Сен-Фрон досталось сыну Генриха II, Ричарду Львиное Сердце, который разрушил все укрепления, возведённые прежде. Именно в этот период времени, в конце XII века, посёлок Пюи-Сен-Фрон стал управляться муниципалитетом.
После изъятия герцогства Аквитании у английского короля Иоанна Безземельного и присоединения его к землям короны Франции, король Филипп Август потребовал, чтобы население и гранды герцогства принесли ему оммаж. Таким образом, в 1204 году граф Эли V и жители будущего города Перигё принесли клятву верности французскому монарху.
Далее, в течение многих лет, горожане Пюи-Сен-Фрон жили в согласии с графами. Органы самоуправления были установлены королевской властью и признаны другими. У жителей Сите также не возникало разногласий с графами. Мирное сосуществование продолжалось вплоть до 1239 года; к этому году горожане выплатили графу Аршамбо II 50 ливров, а тот отказался от ежегодной ренты в размере 20 ливров, которую исправно получал перед каждым Рождеством.
С целью обеспечения общей защиты и взаимопомощи, и чтобы окончательно прекратить соперничество, в 1240 году был образован город Перигё; для этого два поселения, находившиеся на расстоянии 100 метров друг от друга, Сите (город епископов и графов Перигора, возникший на месте галло-римской Весуны) и Пюи-Сен-Фрон (мещанское поселение), заключили союзный договор.
Между новым городом и графами Перигора началась вражда, длившаяся до 1250 года, когда её успокоил епископ Пьер III де Сен-Астье. В XIII веке в Перигё обосновались новые мещане, занимавшиеся расширением своих земельных участков, скупая освобождавшиеся владения, информация о которых быстро доходила до них благодаря хорошим связям с приходами, где у них уже имелись земельные владения. В Перигё также возвращались торговцы сукном, предки которых были родом отсюда; они покупали множество рент и земельных участков вокруг города. Граф Аршамбо III имел новые поводы для разногласий с Перигё: в 1266 возник спор из-за чеканки монет, а в 1276 году по поводу их ценности. Такое соперничество властных центров продолжалось из поколения в поколение. Графы, обладая по закону суверенной властью, считали себя единственными владельцами поселения Пюи-Сен-Фрон с XII века. В XIV веке графы занялись поиском королевской милости. Конец долгому противостоянию был положен в XIV веке, когда граф Перигора, Роже-Бернар, сын Аршамбо IV, стал вассалом английского короля, который подтвердил права горожан Перигё (мэры, консулы и граждане города) и их владения.
В середине XIV века в сельской местности вокруг Перигё наступил глубочайший кризис, отличавшийся резким падением численности населения вследствие жестокой пандемии чумы «Чёрная смерть» и Столетней войны. Во время войны город Перигё сохранял верность Французскому королевству, даже в период оккупации англичанами с 1360 по 1363 год. Однако в этот же период графы, по большей части находившиеся в своём родовом замке в Монтиньяке, были лояльны английскому королю. В отместку король Франции Карл VI конфисковал их владения и лишил титулов, передав их своему брату Людовику Орлеанскому. В результате передачи прав, а также брачного союза, графство Перигор перешло в 1437 году в руки Шатильонского дома, а затем, в 1481 году, в руки дома Альбре.
В период Позднего Средневековья территория возделываемых земель в Перигё существенно сократилась по причине нехватки рабочих рук.

### Новое время
В мае 1472 года король Людовик XI своей жалованной грамотой подтвердил привилегии города, по случаю смерти своего брата Карла, герцога Гиеньского.
Примечательно, что религиозные войны имели для Перигё более пагубные последствия, чем Столетняя война. Кальвинисты захватили и разграбили Перигё 06 августа 1575 года; ими командовали Фава и Ги де Монферран. В том же году в Пюи-Сен-Фрон похитили реликварий с останками святого Фронта, перевезли их в замок Тиреган, где мощи святого выбросили в реку Дордонь. Перигё оставался в руках протестантов вплоть до 1581 года, когда его захватили католики. Земли Перигорского графства вернулись в королевский домен в 1589 году, когда его предпоследний граф стал королём Франции под именем Генрих IV.
В XVII веке в период правления Людовика XIII город оказался на границе с мятежной территорией, которая распространялась вплоть до южной границы современного департамента Дордонь. Перигё испытал на себе тяжесть крестьянского мятежа, но не был захвачен мятежниками, подобно Гриньолю, Эксидёю и Бержераку. В октябре 1651 года, в эпоху Фронды, в Перигё размещались войска принца Конде. В августе 1653 года Перигё остался единственным городом юго-запада Франции, враждебно настроенным к королю; это состояние длилось до 16 сентября следующего года, когда горожане сами прогнали фрондёров. В 1669 году кафедру епископа перенесли из разрушенного собора Сен-Этьенн-да-ла-Сите в собор Сен-Фрон, который прежде был церковью одноимённого аббатства. Ставшая невыносимой многолетняя нищета в городе заставила епископа Перигё осенью 1698 года воззвать к «щедрости короля».
В марте 1783 года Перигё познал один из самых сильных паводков реки Иль, когда вода покрыла дорогу, ведущую к мосту Сен-Жорж. В 1789 году в Перигё собрались представители духовенства, дворянства и третьего сословия со всей провинции для выбора своих депутатов в Генеральные штаты. После образования департаментов в 1790 году парламент департамента собирался поочерёдно в Бержераке, Перигё и Сарла. Перигё окончательно получил статус административного центра департамента Дордонь в сентябре 1791 года.

### Новейшая история
В эпоху империи Наполеона Бонапарта территория Перигё, префектуры департамента, увеличилась благодаря присоединению в 1813 году коммуны Сен-Мартен. В 1857 году до Перигё продлили железнодорожную ветку из Кутра, а начиная с 1862 года в Перигё открыли мастерские по обслуживанию локомотивов и вагонов железнодорожной компании Париж—Орлеан. Эта деятельность продолжалась в Перигё вплоть до начала XXI века. В XIX веке в Перигё трудились два знаменитых архитектора. Луи Катуар построил Дворец правосудия в Перигё, крытый рынок в Кодерке и театр (в наше время отсутствует), а также множество жилых домов на площади place Bugeaud. Поль Абади реставрировал кафедральный собор Сен-Фрон.
В 1891 году численность жителей Перигё составляла 30 726 человек.

#### Вторая мировая война
В 1939 году после наступления германской армии на Эльзас и Лотарингию французские власти эвакуировали жителей этих регионов, распределив их на западе центральной части страны и на большом юго-западе. Таким образом в Перигё, начиная с 5 сентября 1939 года, прибыли тысячи жителей Страсбурга; мэрия Страсбурга временно располагалась в Перигё на улице Вольтера в здании Торгово-промышленной палаты. Административные службы Страсбурга вернулись обратно в июле 1940 года, но мэр Страсбурга Шарль Фрей оставался в Перигё вплоть до 28 ноября 1944 года.
Расформированные полки французской армии преобразовали в Армию Виши, находившуюся в неоккупированной зоне с целью поддержания порядка. С августа 1940 года в Перигё расквартировали 26-й пехотный полк, названный полком Дордони. Постепенно в городе набирало силу Движение Сопротивления: была создана подпольная сеть, занимавшаяся распространением фиктивных документов и печатных изданий Сопротивления.
11 ноября 1942 года немецкие войска перешли границу французской оккупационной зоны; в Перигё оккупанты расквартировались в квартале Daumesnil, а 26 пехотный полк был расформирован шестью днями позже. Гестапо располагалось на современной площади place du Général de Gaulle и было частью местной администрации того времени.
Деятельность Движения Сопротивления в Перигё активизировалась в 1943 году, выразившись во взрыве бомбы 9 октября возле здания гестапо; это стало первой акцией, направленной против немецких оккупантов. Немедленно были начаты репрессии, в результате которых арестовали 17 подпольщиков; большинство из них депортировали. 9 ноября была проведена новая акция против немцев, на этот раз возле здания жандармерии. Ответные репрессии немцев были направлены, главным образом, против еврейского населения; на учёте в Перигё было 700 евреев, а в округе — 1672 человека.
Немецкие войска покинули Перигё без боёв и разрушений 19 августа 1944 года.

## Градостроительство
Город был основан в 1240 году и в XIX веке его границы расширялись несколько раз. Предместья города, к примеру Барри, расположены на левом берегу реки Иль.
В 1813 году в состав Перигё включили территорию соседней коммуны Сен-Мартен. К 1862 году стало ясно, что предместья Сен-Жорж и Арсол развиваются высокими темпами, а предместье Тулон казалось заброшенным и малонаселённым. При появлении в Перигё железной дороги и железнодорожных мастерских ситуация изменилась и Тулон стал заселяться рабочими семьями.
Массовый всплеск рождаемости после Второй мировой войны и кампания по переселению из деревень в города во Франции вызвали значительный рост потребности в жилье. Настоящая городская структура характеризуется высокой плотностью застройки и содержит жилые особняки и многоквартирные дома.
По состоянию на 2009 год в Перигё насчитывалось 19 231 жилых помещений, тогда как в 1999 году их количество составляло 18 029.
Из этого количества 83,8 % были местами постоянного проживания, 3,3 % местами сезонного проживания и 13,0 % — пустующим жильём. Доля отдельных домов составляла 31,6 %, а доля квартир — 67,8 %.

### Районы города
Мэрия разделила территорию коммуны на шесть районов.
- Район Gour-de-l’Arche, расположенный северо-западнее исторического центра города;
- Район Toulon, где расположена церковь Сен-Жан-Сен-Шарль;
- Вокзал / Сен-Мартен, соответствующий территории прежней коммуны, включенной в состав Перигё в 1813 году;
- Район Vésone, расположенный на месте античной Весунны, древней столицы пертрокориев;
- Район Saint-Georges, единственный район на левом берегу Иля, известный своей церковью Сен-Жорж;
- Район Haut Périgueux, расположенный севернее исторического центра.

Каждый район имеет свой совет, в задачи которого входит обмен информацией с жителями, а также обсуждение и согласование актуальных вопросов. Каждый совет собирается как минимум раз в квартал по приглашению своего главы.

### Проекты благоустройства
В соответствии с программой городского развития предусмотрено устройство автомобильных стоянок, городских фонтанов и прочие работы, в том числе появление маршрутов высокоскоростных поездов TGV в срок до 2020 года, а также строительство экопарка. В настоящее время рассматривается проект переведения «союза общественных организаций», офиса по туризму и «центра информации и документации для молодёжи» в новое здание. После завершения проектных работ и проведения конкурса на подрядные работы планируется начать в 2015 году работы по реконструкции района, прилегающего к вокзалу.

## Общественная жизнь

### Музыкальные фестивали
Начиная с 1985 года в городе ежегодно в июле и августе проводится конкурс исполнителей песен на французском языке «Concours de la Truffe d’Argent» («Конкурс Серебряного трюфеля») с различными номинациями и наградами. Также можно отметить музыкальный фестиваль «Музыка Нового Орлеана в Перигё» (MNOP), который до 2011 года регулярно проводился в августе, но по экономическим причинам не состоялся в Перигё в 2012 году.
Каждый август устраивается фестиваль барочной музыки «Festival Sinfonia en Périgord». В рамках фестиваля «Festival Macadam Jazz» каждый вторник в июле и августе устраиваются концерты на площадях в историческом центре города.

### Ярмарки с аттракционами
Большая ярмарка Сен-Жорж устраивается ежегодно, начиная с 1890-х годов, в первые выходные мая. Также ежегодно в сентябре в течение девяти дней проводится «Foire Exposition de Périgueux» в выставочном центре в пригороде Марсак-сюр-л'Иль.

### Прочие мероприятия
Несмотря на то, что ещё до Второй мировой войны, в некоторых районах города устраивались праздники в день Марди Гра, общегородской карнавал для всех жителей Перигора стал устраиваться начиная с 1984 года. Массовое шествие с прохождением украшенных повозок проходит в воскресенье в середине марта. Праздник по традиции завершается возле собора Сен-Фрон, на набережных реки Иль, красочным представлением суда над «Pétassou» с последующим сожжением. Начиная с 1990 года по чётным годам в ноябре в Перигё проводится международный гастрономический салон «Salon international du livre gourmand». Все среды в Перигё, по инициативе мэрии, объявлены «творческими» и «гастрономическими» днями. В конце июля проводится «Экологическая ярмарка», на которой представляются продукты питания и другие товары, устраиваются образовательные классы, творческие мастерские для детей, информационные сессии с организацией круглых столов. В конце июля — начале августа проводится международный фестиваль пантомимы «Mimos». В июне организуются вечера «Roller Boulevard». В октябре устраивается «Фестиваль латиноамериканского кино». Ежегодно в ноябре проходит «Международная неделя Солидарности». В июне 2011 года был устроен «Festival Art et Eau». Праздник «Fête de la Moto» проходит в июне. Каждый год в День взятия Бастилии (14 июля) пожарная служба города устраивает большое народное гуляние.

## Экономика

### Туризм
Находясь в самом центре исторической провинции Перигор, Перигё является важным туристическим центром, который имеет в центральной части города 10 гостиниц для размещения туристов. Перигё имеет статус «города искусств и истории» и зона охраны исторического наследия была образована в нём в 1980 году. Перигё принимает туристов, посещающих долину реки Иль и паломников, которые уже более 2000 лет идут по пути Святого Иакова. Туристический офис организует городские экскурсии с рассказом об истории Перигё, которые проводят гиды, одобренные Министерством культуры. Также в городе проложен маршрут маленького туристического поезда длиной 4,5 километра.

## Транспорт

### Автодороги
В начале 1990-х годов была открыта южная объездная дорога. Впоследствии эта дорога стала участком национальной автотрассы A89, связывающей Бордо с Лионом.

### Железнодорожный транспорт
26 марта 1853 года мэр города и муниципальный совет приняли решение добиться того, чтобы проектируемая линия железной дороги, которая должна была связать Лион с Бордо, обязательно прошла через Перигё. Спустя месяц, 21 апреля 1853 года, император Наполеон III подписал указ, удовлетворивший перигординцев. 20 июля 1857 года на вокзал Перигё, который тогда представлял собой временный перрон, прибыл первый железнодорожный состав.
Работы по строительству постоянного вокзала начались 12 сентября 1860 года, за пять дней до открытия ветки Перигё — Брив. 03 августа 1863 года заработала линия между Сен-Лоран-сюр-Мануаром и Аженом.
Вокзал Перигё обслуживается Национальной компанией SNCF и через него проходят поезда сети Intercités, а также региональной сети TER Aquitaine. Эта региональная сеть связывает Перигё с Бордо, Лиможем, Бривом и Аженом; дальние поезда проходят в Париж и Лион, а специальный поезд Ventadour связывает Перигё с Клермон-Ферраном.

### Городской транспорт
Перигё и его пригороды обслуживает автобусная сеть Péribus. Начиная с января 2012 года эта сеть содержит 11 основных маршрутов, а также 14 вторичных маршрутов с низкой частотой следования. Кроме того, начиная с декабря 2011 года, бесплатный электрический автобус обслуживает пассажиров в центре города по средам и субботам (дни рыночной торговли).
Компания Péribus была создана в 1987 году для обслуживания пассажирских перевозок в нескольких коммунах в округе Перигё. Список этих коммун с каждым годом становится всё шире.

### Воздушный транспорт
На расстоянии 9 километров от Перигё, в коммуне Бассиак, находится аэропорт Перигё—Бассиак. Начиная с марта 2008 года, аэропорт связывает Перигё с Парижем, предлагая два рейса в день с понедельника по пятницу, которые обслуживаются авиакомпанией Twin Jet.

### Речной транспорт
В 1820 году был предпринят проект устройства судоходства по реке Иль от Перигё до Либурна. В 20 километрах от Перигё были построены три шлюза и обводный канал длиной 1300 метров, а к 1830 году ввели в эксплуатацию большой мост через этот канал. На участке от Кутра до предместий Перигё построили или отремонтировали в общей сложности 41 шлюз и плотины из камня. В ту эпоху транспортировка грузов выполнялась в основном телегами, которые переполняли дороги, ведущие в Перигё. Префект департамента и мэр города решили построить порт на реке Иль в центре города. Работы начались в 1830 году, а спустя 7 лет, в 1837 году, порт Перигё был торжественно открыт. Множество грузов стало поступать в город по реке: лес, уголь, металл, чугун, известь, бочки с вином, масло, орехи, каштаны, черепица, глиняная посуда, мука и прочее. После 1920 года объём грузов, проходящих через порт, значительно уменьшился из-за развития железнодорожного транспорта. Но решающий вклад в закрытие порта в 1949 году внёс именно автомобильный транспорт.

## Культурное наследие и достопримечательности
Перигё включён в национальный список «городов искусств и истории» Франции.
В небольшом отдалении от города расположена пещера Ласко, прозванная «Сикстинской капеллой первобытной живописи».

### Музеи
В Перигё имеется три музея, которые благодаря высокому качеству своих экспозиций обладают статусом «национальных музеев». Музей изящных искусств и археологии Перигора, созданный ещё в 1835 году, является первым музеем в департаменте. Военный музей Перигора был образован в 1911 году с целью увековечения памяти о подвигах Национальной гвардии Перигё в 1870 и 1871 годах. Здание Музея галло-римской эпохи, «Музея Весуны», является одной из последних работ французского архитектора Жана Нувеля. Вместе эти музеи позволяют понять богатую историю региона, знакомя посетителей с разнообразными археологическими коллекциями от первобытных времён до наших дней. В художественном музее также представлена ценная коллекция предметов Африки и Океании, которые жители Перигора собрали в ходе путешествий по этим регионам в середине XIX века.

### Памятники гражданской и военной архитектуры
В Перигё расположены следы древнего поселения Весуна галло-римской эпохи: остатки галло-римской виллы domus des Bouquets, над которой французский архитектор Жан Нувель возвёл здание Музея Весуны. Эти развалины в 1963 году получили официальный статус классифицированного исторического памятника. Сад Арены устроен в центре развалин римского амфитеатра II века, классифицированного как исторический памятник в 1840 году. Башня Весунны, классифицированная как исторический памятник в 1846 году, в наше время осталась единственным свидетельством фанума, посвящённого богине Весуне, покровительствовавшей древнему городу. Эта башня была частью целлы (римского храма), а именно, его священной центральной частью, куда могли входить только служители культа.
В городе сохранились многочисленные постройки эпохи Средневековья и Ренессанса: Замок Баррьер (XII—XVI век), классифицированный в 1862 году как исторический памятник, возведённый на основе античной ограды, построенной в III веке. Площадь в 20 га занимает в Перигё охраняемая государством зона исторического наследия, в границах которой находится исторический центр города эпохи Средневековья и Возрождения. В этом центре особенный интерес представляет улица rue Limogeanne, где в частности находится отель Фаярд (фр. hôtel Fayard), известный как «дом Эстиньяра», а также группа ренессансных домов в начале этой улицы. Башня Матагерр, классифицирована как исторический памятник в 1840 году, осталась последней уцелевшей башней древних городских укреплений; она открыта для посещений. На берегу реки, в непосредственной близости от кафедрального собора, находятся дома на набережной, представляющие собой единый архитектурный ансамбль из трёх смежных жилых зданий, отель Сальтон, дом консулов и усадьба Ламбер. Также на берегу Иля расположена странная фахверковая постройка, «Eschif», которая ошибочно называлась «Старой мельницей» и даже «Мельницей святого Фронта», невероятным образом укреплённая на своём постаменте. Эта постройка классифицирована как исторический памятник в 1977 году. Отель Сальгурд (фр. hôtel de Sallegourde), расположенный на улице rue Aubergerie, имеет примечательную башню и башенки, он внесён в 1931 году в дополнительный список исторических памятников Франции.
Здание, в котором размещена префектура департамента Дордонь, построено в XIX веке. Оно имеет примечательный фасад в так называемом стиле Второй империи, а его гостиные являются подлинным произведением искусства. В 1975 году здание внесено в дополнительный список исторических памятников. Также в дополнительный список исторических памятников внесено здание Дворца правосудия Перигё, выполненного в стиле классицизма. На берегу Иля, в 200 метрах северо-восточнее собора, расположен отель Файоль (XVII век), портик которого включён в 1970 году в дополнительный список исторических памятников. Менее ста метров разделяет кафедральный собор и здание масонской ложи, имеющее примечательные фасады балканского мавританского стиля.
На территории Перигё есть «зелёная дорога», устроенная вдоль реки Иль и пересекающая агломерацию от коммуны Трелиссак до коммуны Марсак-сюр-Иль. По «зелёным дорогам» в Европе запрещено передвижение любого моторизованного транспорта.
В Перигё имеется четыре кладбища.

### Религиозная архитектура
Основанный в III веке диоцез Перигё насчитывал до 18 церквей, включая кафедральный собор, из которых в настоящее время сохранилось только пять.
Собор Сен-Фрон, резко выделяющийся среди французских средневековых храмов своей пятикупольной архитектурой в византийском духе, построен в историческом центре Перигё на могиле святого Фронта, легендарного перигорского проповедника, по имени которого в средневековье назван центральный район города («Пюи-Сен-Фрон»). Изначально это была рядовая церковь (в начале V века), которая неоднократно разрушалась и восстанавливалась, а начиная с 1669 года получила статус кафедрального собора епархии Перигё. В 1840 году собор был классифицирован как национальный исторический памятник, в 1897 году получил титул малой базилики и в 1998 году включён в список Всемирного наследия ЮНЕСКО в числе объектов Пути Святого Иакова. Этот оригинальный собор с куполами был почти полностью перестроен в ходе реставрации, выполненной французским архитектором Полем Абади в XIX веке. Впоследствии, вдохновившись этими же мотивами, Поль Абади построил базилику Сакре-Кёр в Париже. Полотно, изображающее Крестный путь Иисуса Христа, выполненное в 1850-х годах Жаком-Эмилем Лафоном, реставрировали в 2002 году.
Помимо кафедрального собора в Перигё находятся четыре другие католические церкви.
Церковь Сен-Этьенн-де-ла-Сите была кафедральным собором епархии Перигё до 1669 года, а в 1673 году стала рядовой приходской церковью. Эта романская церковь XI—XII веков, увенчанная четырьмя куполами, была разрушена гугенотами в 1577 году. Фактически в наше время от старой церкви сохранились только две восточные травеи. В 1840 году здание классифицировано как национальный исторический памятник.
На месте старого храма в период с 1852 по 1870 год построили церковь Сен-Жорж по проекту архитекторов Поля Абади, Антуана Ламбера и Вотье, которая дала своё имя целому городскому кварталу. Она стала приходской церковью в 1854 году, когда во временной часовне отслужили мессу.
Современная церковь Сен-Мартен в Перигё вначале была построена полностью из дерева (1868—1870 годы), затем была перестроена в каменной кладке (1870—1875 годы), по проекту Антуана Ламбера, утверждённого Полем Абади. Она стала приходской церковью в 1863 году.
Церковь Сен-Жан-Сен-Шарль, расположенная в квартале Тулон, построена между 1879 и 1892 годами, и сначала считалась часовней церкви Сен-Мартен. Она стала приходской церковью в 1907 году, а в 1911 году к ней пристроили колокольню.
Помимо собора и приходских церквей в Перигё имеется обитель святой Марты и часовня прежней епархии Перигё, датированная XVI веком, своды которой украшены ренессансными арабесками.
- Кафедральный собор Сен-Фрон
- Кровля церкви Сен-Этьенн-де-ла-Сите
- Церковь Сен-Жорж
- Церковь Сен-Мартен
- Церковь Сен-Жан-Сен-Шарль

### Региональная гастрономия
К традиционной местной кухне Перигё можно отнести только соус перигё, представляющий собой золотистую ру с добавлением трюфеля и фуа-гра. Однако, поскольку город является частью Перигора и всего департамента Дордонь, в ресторанах и торговых предприятиях города предлагаются гастрономические особенности всего региона.
К региональным особенностям относятся выращиваемые в крупных количествах «перигорские грецкие орехи» (сертификат AOC) и блюдо, типичное для большого юго-запада Франции, цыплёнок «poulet sauce rouilleuse», который своим названием обязан соусу, приготовленному на основе вина и крови домашней птицы. Ещё в регионе готовят сухое миндальное печенье «перигорский крокан», а также грийон, сильно напоминающий паштеты рийет. Ещё одной гастрономической особенностью региона считается чесночный суп турен, с луком или с томатами. Также в городе можно попробовать «перигординский мик» (фр. mique), по сути мучное дрожжевое тесто с добавлением яиц, молока и жиров (сливочного масла и/или утиного жира). В Лимузене предлагается такой же мик.
- Перигорские орехи
- Суп турен
- Классический мик